# Магнус, Луи
Луи Магнус (фр. Louis Magnus, 25 мая 1881, Кингстон — 1 ноября 1950, XVII округ Парижа) — французский фигурист, хоккейный функционер, основатель и 1-й президент ИИХФ (1908—1912, 1914). Журналист.

## Биография
Луи Магнус родился в Кингстоне (Ямайка) в семье французских родителей. В 1889 году в возрасте 8-ми лет вместе с семьей вернулся во Францию, в Париж.
Вскоре он стал интересоваться зимними ледовыми видами спорта. В 1908 году Луи Магнус стал первым чемпионом Франции в мужском одиночном фигурном катании. Свой титул он сумел защитить ещё трижды — в 1909, 1910 и 1911 годах. В 1912 году Луи Магнус в паре с Анитой Дель Монте (фр. Anita Del Monte) выиграл чемпионат Франции по фигурному катанию среди спортивых пар.
В дальнейшем он работал в качестве судьи по фигурному катанию от Франции на многих международных соревнованиях. Также Луи Магнус занимал руководящие посты в Парижском спортивном клубе, объединявшем спортсменов зимних видов спорта.
Со временем Луи Магнус стал одним из первых пропагандистов зимних ледовых видов спорта. Будучи журналистом, большое внимание уделял хоккею. В 1911 году вышла в свет его историческая работа (в соавторстве с графом Рено де ла Фрегольером) «Зимние виды спорта», где были освещены многие спорные вопросы истории возникновения хоккея и появления его в Европе.
Учитывая различия в правилах игры, Луи Магнус обратился в Международный союз конькобежцев с предложением возглавить хоккейные федерации и стандартизировать правила. Получив отказ, Луи Магнус разослал приглашения 6 европейским представителям национальных хоккейных федераций. 15 — 16 мая 1908 года по приглашению Луи Магнуса в Париже по адресу улица Прованс, 34 собрались 8 представителей 4 европейских стран: Франция, Великобритания, Швейцария, Бельгия. Эта встреча стала I Конгрессом Международной хоккейной федерации. Результатом встречи стало учреждение Международной лиги хоккея на льду — ЛИХГ (фр. Ligue Internationale de Hockey sur Glace - LIHG). Магнус стал её первым президентом. На этом посту он проработал до 1912 года. Работая президентом ЛИХГ, Магнус употреблял всё своё влияние для унификации хоккейных правил. 25 февраля 1914 года на VII Конгрессе в Берлине (Германия) подал в отставку президент ЛИХГ Генри ван ден Булке (англ. Henri van den Bulcke). На освободившуюся должность был избран Луи Магнус. Однако, не встретил поддержки своей программы, он тут же подал в отставку. Исполняющим обязанности президента ЛИХГ был назначен Бетьюн Майнет Питер Паттон. Созванный в тот же день заново съезд переизбрал на должность президента ЛИХГ Генри ван ден Булке. В 1923—1924 Луи Магнус занимал должность вице-президента в Совете ИИХФ.
- В 1997 году был введен в Зал славы ИИХФ.
- В 2008 году стал членом Зала славы французской федерации хоккея.

В 1985 году в честь Луи Магнус главный трофей, вручаемый победителю плей-офф французского национального чемпионата по хоккею с шайбой получил его имя. С сезона 2004/05 национальная лига также получила имя Луи Магнус.